# 灰绿蓼
灰绿蓼（学名：Polygonum acetosum），为蓼科蓼属下的一个种。生田埂、水沟近、海拔503-203米。

## 扩展阅读
維基物種上的相關：灰绿蓼